# Чёрная пантера и Белый медведь
Чёрная пантера и Белый медведь (укр. Чорна пантера та Білий ведмідь) — украинский телевизионный фильм режиссёра Олега Биймы, снятый на студии «Укртелефильм» в 1990 году по мотивам пьесы Владимира Винниченко.

## Сюжет
Супружеская пара, Корней (Белый медведь) — художник и его жена — Рита (Чёрная пантера) живут в Париже. Работа Корнея заключается в написании картин для салона.
Их сын Лесик тяжело болен. Рита уговаривает мужа продать одну из картин, чтобы на полученные деньги осуществить лечение сына. Корней категорически не согласен. Он заставляет жену и больного сына позировать для новой картины…

## В ролях
- Ирина Дорошенко — Рита
- Сергей Кучеренко — Корней Каневич, художник, муж Риты
- Валентина Плотникова — Анна Семёновна
- Людмила Смородина — Снежинка
- Виталий Полусмак — Мулен
- Валентин Троцюк — Мигуэлес
- Ольга Разумовская — Сафо
- Сергей Мезенцев — Штиф

### В эпизодах
- Сергей Санаев
- Марина Мезенцева
- Борис Чернокульский
- Елена Пономаренко
- Сергей Садовой
- С. Аветян

## Съёмочная группа
- Автор сценария: Тамара Бойко
- Режиссёр-постановщик: Олег Бийма
- Оператор-постановщик: Алексей Зоценко
- Художник-постановщик: Алла Кириченко
- Художник по костюмам: В. Савина
- Художник по гриму: Л. Смиян
- Народный ансамбль бального танца «Виктория» (Севастополь)
- Директор фильма: Людмила Стародубцева

## Факты
- Съёмки проходили в Херсонесе
- В фильме звучит музыка Г. Форе, О. Мессиана, Р. Щедрина, К. Пендерецкого
- Актриса Людмила Смородина считает свою роль в фильме «Чёрная пантера и Белый медведь» одной из самых любимых[2]